# بنزیل‌تری‌متیل‌آمونیوم هیدروکسید

بنزیل‌تری‌متیل‌آمونیوم هیدروکسید (به انگلیسی: Benzyltrimethylammonium hydroxide) یک ترکیب شیمیایی با شناسه پاب‌کم ۶۶۸۵۴ است. شکل ظاهری این ترکیب، مایع، روشن، کمی زرد است.